# David Winnie

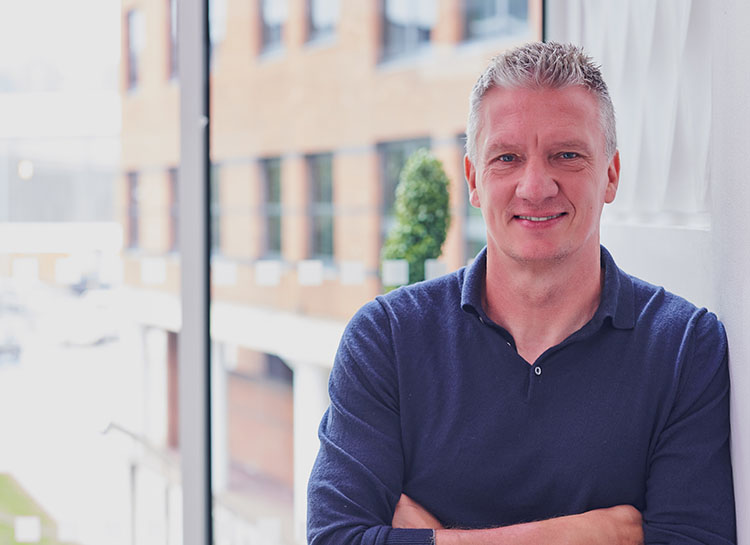
David Winnie

David Peter Winnie (* 26. Oktober 1966 in Glasgow) ist ein ehemaliger schottischer Fußballspieler und -trainer.

## Sportlicher Werdegang
Winnie debütierte Anfang der 1980er Jahre für den FC St. Mirren im Erwachsenenbereich. Er etablierte sich als Stammkraft in der Abwehr des Klubs, mit dem er 1987 das Endspiel des Landespokals erreichte. An der Seite von Neil Cooper, Paul Lambert, Frank McGarvey und Tommy Wilson stand er in der Startformation, als Dundee United durch ein Tor von Ian Ferguson durch einen 1:0-Endspielerfolg besiegt wurde. Als der Verein 1991 aus der ersten Liga abstieg, wechselte er innerhalb des Landes zum FC Aberdeen. Dort machte er auch außerhalb der Liga auf sich aufmerksam, im Dezember 1993 wechselte er daher auf Leihbasis zum FC Middlesbrough. In England konnte er jedoch nicht überzeugen und kehrte Anfang 1994 wieder nach Aberdeen zurück.
Nach Ablaufen seines Vertrages 1995 folgten für Winnie innerhalb kürzester Zeit verschiedene Stationen. Zunächst stand er eine Spielzeit bei Heart of Midlothian unter Vertrag, ehe er über den FC Dundee 1997 zum FC St. Mirren zurückkehrte. Im Sommer 1998 verließ er erneut das Land und schloss sich KR Reykjavík in Island an. Nachdem er am Ende des Jahres zu Islands Fußballer des Jahres gekürt worden war, verbrachte er die im Oktober beginnende Winterpause auf Leihbasis bei Ayr United in Schottland. Auch im Winter des folgenden Jahres verließ er Island, dieses Mal lief er für Canberra Cosmos in Australien auf.
Ende 2000 beendete Winnie seine aktive Laufbahn in Island und wechselte als Assistenztrainer bei KR Reykjavík auf die Trainerbank. 2001 übernahm er interimsweise den Cheftrainerposten. Im Sommer 2002 übernahm er den Trainerposten des schottischen Zweitligisten FC Dumbarton. Nachdem er sich mit der Mannschaft im Abstiegskampf befand, ersetzte ihn der Verein durch Brian Fairley.
Winnie studierte Rechtswissenschaft und ist mittlerweile als Solicitor zugelassen. Er hat sich auf Sportrecht spezialisiert.